# Otto Aichel

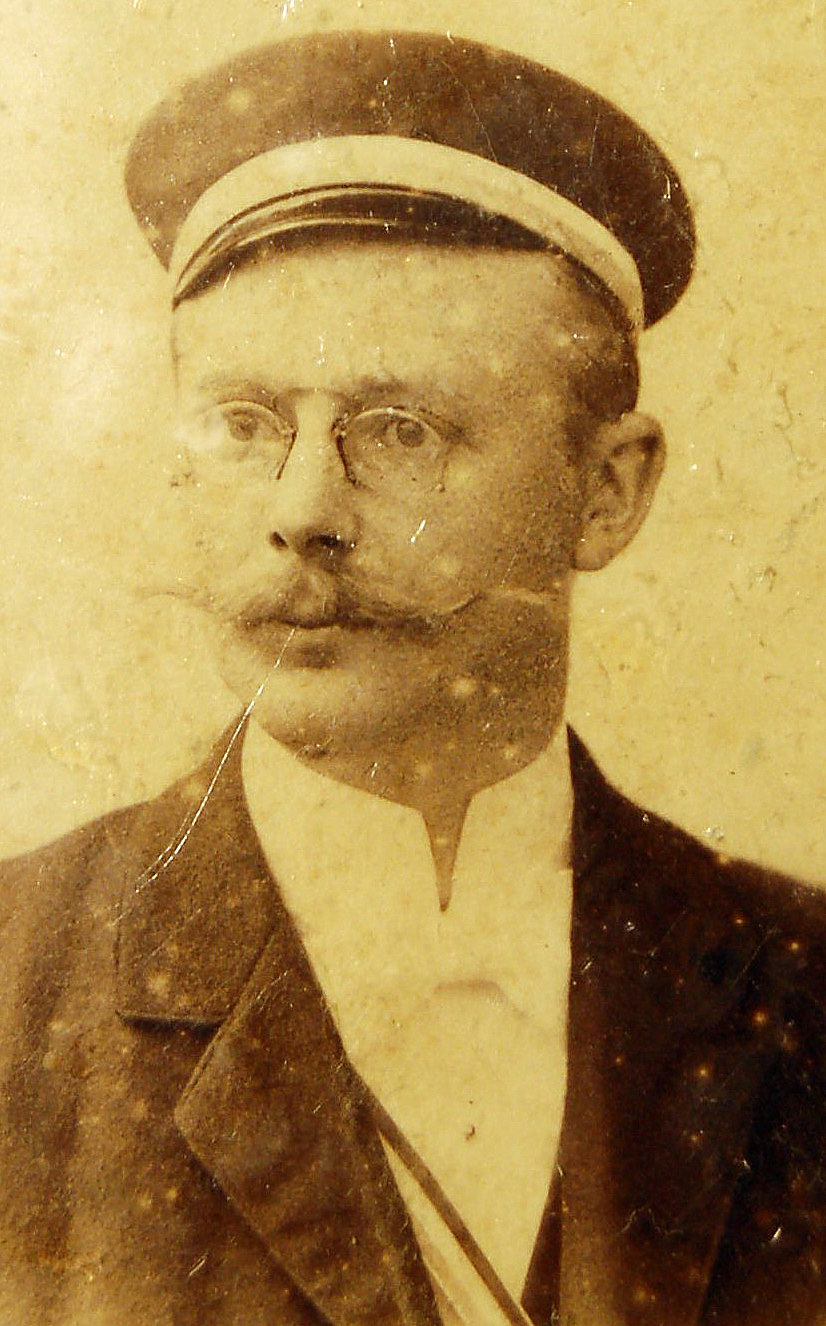
Otto Aichel (1894)

Otto Oskar Wilhelm Aichel (* 31. Oktober 1871 in Concepción (Chile); † 31. Januar 1935 in Kiel) war ein deutscher Embryologe, Anatom, Anthropologe und Hochschullehrer in Santiago de Chile, Halle und Kiel.

## Leben
Als Sohn des deutschen Konsuls Oswald Aichel in Concepción geboren, besuchte Aichel das Ernestinum Celle. Er begann nach dem Abitur an der Ludwig-Maximilians-Universität München Naturwissenschaften und Medizin zu studieren. 1894 wurde er im Corps Franconia München recipiert. Als Inaktiver wechselte er an die Friedrich-Alexander-Universität Erlangen und die Julius-Maximilians-Universität Würzburg. Er wurde 1896 in Erlangen zum Dr. phil. promoviert und 1898 als Arzt approbiert.
Danach war er als Arzt am Allgemeinen Krankenhaus Hamburg-Eppendorf und an der Frauenklinik im Universitätsklinikum Erlangen tätig. 1901 wurde er zum Dr. med. promoviert. 1902 habilitierte er sich für das Fach Geburtshilfe und Gynäkologie. Im selben Jahr wurde er als Professor an die Universidad de Chile berufen. Wegen eines weitreichenden Irrtums im Gutachten zum Fall Beckert verlor er seine Stellung. Er trat 1911 die Stelle des Prosektors des Anatomischen Instituts der Friedrichs-Universität Halle an und erhielt den Professorentitel. Hier forschte er vor allem zu Krebserkrankungen. 1914 wechselte er als Prosektor an die Christian-Albrechts-Universität zu Kiel. Während des Ersten Weltkrieges diente er in Sanitätskompanien an der Kriegsfront und als Chefarzt im Festungslazarett Antwerpen. 1920 wurde Aichel in Kiel zum Abteilungsvorsteher im Anatomischen Institut und zum a. o. Professor ernannt und in die Deutsche Akademie der Naturforscher Leopoldina gewählt. 1921 erhielt er ein persönliches Ordinariat. Er baute ein anthropologisches Institut auf, in dem auch die prähistorischen Funde in Schleswig-Holstein untersucht wurden.
Aichel, der zuvor dem Stahlhelm und der DNVP (sowie der Deutschen Anthropologischen Gesellschaft) angehörte, trat bereits zum 1. August 1932 der NSDAP bei (Mitgliedsnummer 1.273.695). In der Zeit des Nationalsozialismus nahm er ab 1933 einen Lehrauftrag für Anthropologie, menschliche Erblehre und nationalsozialistische Rassenhygiene wahr. An der Kieler Universität fungierte Aichel als Verbindungsmann zum Stab Rudolf Heß, dem Beauftragten Adolf Hitlers für die gesamte geistige und weltanschauliche Erziehung im Sinne des Nationalsozialismus. Außerdem gehörte er dem neugeschaffenen Erbgesundheitsobergericht an und verantwortete in dieser Stellung Sterilisationen von vermeintlich „Minderwertigen“.

## Auszeichnungen
- Eisernes Kreuz
- Hanseatenkreuz
- Bandverleihung des Kölner Corps Friso-Luneburgia (1920)

## Veröffentlichungen (Auswahl)
- Über Zellverschmelzung mit qualitativ abnormer Chromosomenverteilung als Ursache der Geschwulstbildung. W. Engelmann, Leipzig 1911.
- Über die Medizin der Mapuche. In: Archiv für Geschichte der Medizin. Band 6, 1912, S. 161–204.
- Über den sogenannten „Homo Kiliensis“ von Poppenbrügge. In: Die Heimat. Monatsschrift des Vereins zur Pflege der Natur- und Landeskunde in Schleswig-Holstein, Hamburg, Lübeck und dem Fürstentum Lübeck. Bd. 36 (1926), Nr. 7, Juli 1926, S. 175–178 (Digitalisat).
- Über Moorleichen, nebst Mitteilung eines neuen Falles: (2 1/2jähriges Mädchen von Röst in Dithmarschen). In: Verhandlungen der Gesellschaft für Physische Anthropologie. Schweizerbart, Stuttgart 1927, S. 57–73 (djvu [abgerufen am 22. Oktober 2013]).
- Der deutsche Mensch. Studie auf Grund neuen europäischen und außereuropäischen Materials ; erste Veröffentlichung der prähistorischen Menschenreste aus Schleswig-Holstein, und Beiträge zur Anthropologie Amerikas als Parallele zur europäischen Rassenbildung. Fischer, Jena 1933.